# بروکایت
بروکایت نوع اورتورمبیک تیتانیوم دی‌اکسید، TiO2 است که در بسیاری از اشکال پلی مورفیک طبیعی (مواد معدنی با ترکیب یکسان اما ساختار متفاوت) تشکیل می‌شود. انجمن بین‌المللی کانی‌شناسی (IMA) چهار فاز akaogiite (مونوکلینیک)، آناتاز (تتراگونال) و روتیل (تتراگونال) و بروکایت را برای تیتانیوم دی‌اکسید شناسایی کرده‌است. بروکایت در مقایسه با آناتاز و روتیل بسیار کمیاب است و همانند این فازها فعالیت فوتوکاتالیستی از خود نشان می‌دهد. حجم سلول بروکایت از هر دو فاز آناتاز یا روتیل، با ۸ گروه TiO 2 در سلول واحد، در مقایسه با ۴ برای آناتاز و ۲ برای روتیل بیشتر است. آهن Fe، تانتالوم Ta و نیوبیوم Nb از ناخالصی‌های متداول این کانی هستند.
این کانی در سال ۱۸۲۵ توسط معدن‌شناسی فرانسوی، به نام آرماند لوی برای هنری جیمز بروک (۱۸۷۱–۱۷۷۱)، یک کریستالوگراف انگلیسی، کانی‌شناس و بازرگان پشم نامگذاری شد.
Arkansite یکی از انواع بروکایت‌ها از آرکانزاس، ایالات متحده است، که همچنین در توده مورونسکی، در منطقه سیبری شرقی روسیه که بسیاری از مواد معدنی غیرمعمول دیگر در آن یافت می‌شود، وجود دارد.
در دماهای بالاتر از حدود ۷۵۰ درجه سلسیوس، بروکایت به ساختار روتایل تبدیل می‌شود.

## سلول واحد
بروکایت از کلاس کریستال دومنشوری اورتورومبیک دومنشوری 2 / m 2 / m 2 / m (همچنین mmm مشخص شده) است. گروه فضایی Pcab و پارامترهای سلول واحد آن a = ۵٫۴۵۵۸ Å، b = ۹٫۱۸۱۹ Å و c = ۵٫۱۴۲۹ است. فرمول شیمیایی آن TiO2 و با ۸ واحد فرمول در سلول واحد است.

## ساختار

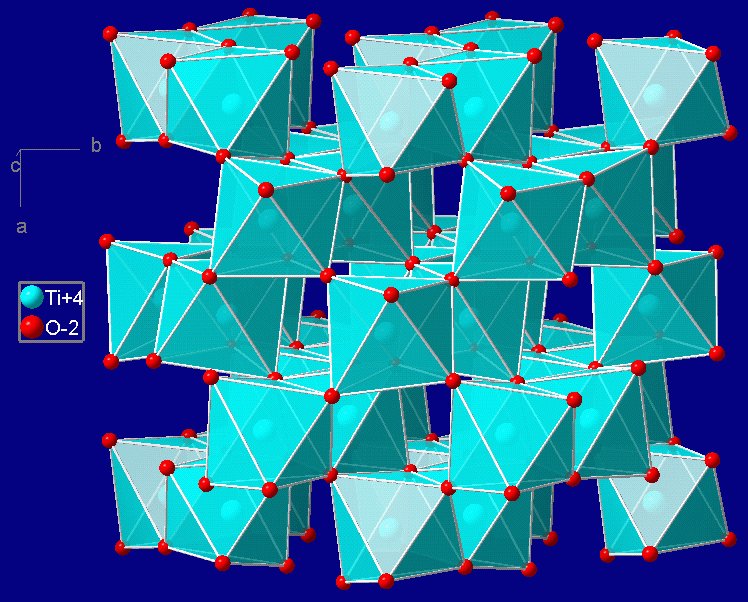
ساختار کریستالی بروکایت

از بین این سه فاز، فاز روتایل پایدارتر است و دو فاز دیگر یعنی آناتاز و بروکیت در اثر حرارت به روتایل تبدیل می‌شوند. از نظر فضایی، فازهای روتایل و آناتاز تتراگونال هستند و بروکیت اورتورومبیک است. البته برای برخی کاربردها از قبیل فیلترکردن معمولی محلول، نیاز به فاز کریستال نیست. فاز کریستالی زمانی ضروری است که کاربرد خاصی چون فتوکاتالیستی یا نیمه‌رسانایی مد نظر باشد. برای مثال فاز آناتاز برای رنگ‌های حساس نوری و کاتالیز نوری استفاده می‌شود و فاز روتایل بیشتر در دی الکتریک‌ها و حسگرهای اکسیژن دمای بالا به کار می‌رود
ساختار بروکایت از یک هشتن ضلعی تشکیل شده‌است که یک یون تیتانیوم در مرکز و یون‌های اکسیژن در هر شش وجه آن قرار دارند. هر هشت ضلعی سه لبه با هشت ضلعی همسایه به اشتراک می‌گذارد و یک ساختار اورتورمبیک را ایجاد می‌کند.

## ظاهر

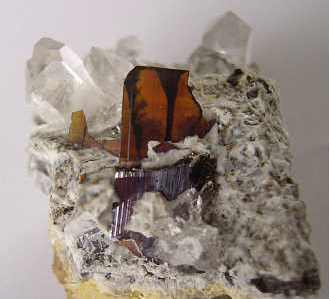
بروکایت از پاکستان

این کریستال‌ها معمولاً به صورت جدولی، کشیده و رشته‌های موازی در طولشان قرار دارند. آنها همچنین ممکن است هرمی، شبه شش ضلعی یا منشوری باشند. بروکایت و روتایل ممکن است به صورت اپیتاکسی رشد کنند.
بروکایت معمولاً به رنگ قهوه ای یا گاهی مایل به زرد یا قرمز مایل به قهوه ای یا حتی سیاه است. بلورهای قرمز زیبا و عمیق (که در بالا مشاهده می‌شود) مشابه پیروپ و گارنت آلمانیتیت نیز شناخته شده‌است. این کانی مات به شفاف، تکه‌های شفاف در قطعات نازک و قهوه ای مایل به زرد تا قهوه ای تیره در نور منتقل شده‌است.

## خواص نوری
بروکایت دوشکستی است، مانند همه مواد معدنی اورتورومبیک، مقاوم در برابر شکست است و همزاد (+) است. ضرایب شکست آن بسیار بالا و بالاتر از ۲٫۵ است که حتی از الماس (۲٫۴۲) نیز بالاتر است. برای مقایسه، شیشه پنجره‌های معمولی دارای ضریب شکست در حدود ۱٫۵ هستند.
بروکایت pleochroism بسیار ضعیفی در رنگ‌های زرد، قرمز و نارنجی به قهوه ای از خود نشان می‌دهد. این کانی نه فلورسنت است و نه رادیواکتیو.

## کاربردها
رنگ‌های نساجی و عوامل رنگی صنعتی شامل گروه‌های بزرگی از ترکیبات آلی هستند که خطرات محیطی و آلودگی‌ها را افزایش می‌دهند. به علت وجود آروماتیک‌های بزرگ کنونی در مولکول‌های رنگ و ثبات رنگ‌های مدرن، روش‌های عملیاتی بیولوژیکی متداول برای تخریب و بی‌رنگ‌کردن آن‌ها بی اثر است. به هر حال روش‌های سنتی فیزیکی مثل جذب کربن فعال، اولترا فیلتراسیون، اسمز معکوس، انعقاد با عوال شیمیایی، تغییر تبادل یونی در سینتیک رزین جاذب، تنها ترکیبات آلی آب را به فاز دیگر می‌برد.
در سال‌های اخیر به علت ویژگی‌های جالب فتوکاتالیستی کریستال‌های دی‌اکسید تیتانیوم تحقیقات زیادی گزارش شده‌است. استفاده تجاری از نانو TiO2 به عنوان فتوکاتالیست در زمینه‌هایی چون الف) تصفیه آب ب) پاک سازی هوا ج) استرلیزه‌کردن/ضدعفونی‌کردن در دنیا فراگیر شده‌است. در بسیاری از کارهای انجام شده، رسوب‌دادن TiO2 بر روی سطوحی با مقاومت گرمایی بالا چون شیشه و سلیکا با روش سل – ژل گزارش شده‌است.
از TiO2 برای از بین بردن آلودگی‌های آلی چون پلی کلرو بی فنیل، تولوئن، سورفکتانت‌ها، حشره‌کش‌ها و ترکیبات فنلی، اسیدهای کربوکسیلی، سولفیدهای آروماتیک، هیدروکربن‌ها و رنگ‌های آلی استفاده می‌شود. تخریب فتوکاتالیستی TiO2 مواد زیادی چون ۴-کلرو ۲-متیل فنل، الکل‌های گازی، فرمالدهید، ۳-آمینو ۲- دی کلرو پریدین، فنل، ۴- کلرو فنل، ۲ و۵- دی کلرو فنل، ۲و ۴و ۵ تری کلرو فنل، ۱و۳و۵- تری هیدرو کسی بنزن، ۲و۳- هیدروکسی فتالین و متیلن بلو در شرایط تابش مختلف مورد مطالعه قرار گرفته و ویژگی ممتاز این ماده تأیید شده‌است؛ که این مشوق بررسی روش‌های جدید برای ساخت منسوجات با ویژگی‌های خود تمیزشوندگی است. هر دو فاز آناتاز و روتایل دارای گاف انرژی هستند و فعالیت نوری دارند. فاز آناتاز قابلیت جذب UV را دارد و از آن برای کرم ضدآفتاب استفاده می‌شود. منظور از فعالیت نوری، تولید گروه‌های رادیکالی در سطح، تحت تابش نور خورشید است. با به کاربردن نانو TiO2 بر روی سلولز یا پنبه پدیده خود تمیزشوندگی گزارش شده‌است. همچنین از TiO2 جهت خود تمیز شوندگی سطحی استفاده شده و محصولات تجاری چون سرامیک‌های حمام و آشپزخانه، پارچه‌ها، فیلترهای هوای خانگی و پنجره‌های شیشه‌ای با این ویژگی تولید می‌شود.

### شیشه‌های ضد بخار
در شیشه و آینه‌های معمولی بخار آب باعث ماتی سطح آن‌ها می‌شود؛ ولی در شیشه و آینه‌های که سطح آن‌ها توسط یک لایه نازک TiO2 پوشش داده شده‌است به علت خاصیت آب‌دوستی TiO2 در حضور تابش نور به جای قطرات آب یک فیلم نازک و یکنواخت آب تشکیل می‌شود و دیگر حالت ماتی وجود نخواهد داشت. با پوشش TiO2 بر روی سطوح این حالت فوق آب‌دوستی برای چندین روز تا یک هفته بدون تغییر باقی می‌ماند؛ بنابراین انتظار می‌رود با استفاده از این روش که فرایند راحت‌تر و ارزان‌تری است، شیشه‌های مختلف مثل آیینه‌ها، عینک‌ها و وسایل دیگر با کمک این خاصیت ضد بخار تولید شوند. امروزه آیینه‌های جانبی برخی اتومبیل‌ها به این سیستم ضد بخار مجهز شده‌است.